# Sachi Tamashiro
Sachi Tamashiro (Ciudad de México, México; 28 de abril de 1980) es una actriz y actriz de doblaje mexicana de ascendencia japonesa.

## Biografía

### Primeros años
Sachi Tamashiro nació el 28 de abril de 1980 en la Ciudad de México. Su padre era mexicano de ascendencia japonesa y su madre mexicana.

### Carrera
Antes de dedicarse a la actuación trabajó en el área de comercio internacional en Nueva Zelanda. En 2002, realizó casting para entrar al programa  Big Brother, sin embargo, no quedó seleccionada. Estudió en el Centro de Educación Artística de Televisa. Ha participado en telenovelas como Ni contigo ni sin ti y Un refugio para el amor. Interpretó a July Barbosa en La mujer del vendaval. Interpretó a Margarita en la telenovela Enamorándome de Ramón y dio vida a Jaquie (Petra) en Tenías que ser tú. A finales de julio de 2018 se dio a conocer que estaría como concursante en el reality show Reto 4 elementos.
En el 2023 interpreta un papel antagónico en la telenovela de Rosy Ocampo Vencer la culpa.
En el 2024 obtiene su primer protagónico en la telenovela Fugitivas, en busca de la libertad de la productora Lucero Suárez.

## Filmografía

### Telenovelas
| Año       | Telenovela                         | Personaje                       |
| --------- | ---------------------------------- | ------------------------------- |
| 2010-2011 | Cuando me enamoro                  | Eulalia                         |
| 2011      | Ni contigo ni sin ti               | Yolanda "Yola" Zorrilla         |
| 2012      | Un refugio para el amor            | Victoria "Vicky" Urugutia       |
| 2012-2013 | La mujer del vendaval              | Juliana "July" Barbosa          |
| 2014-2015 | La sombra del pasado               | Dolores "Lola" Otero Saavedra   |
| 2016-2017 | Tres veces Ana                     | Maribel Alfaro                  |
| 2017      | Enamorándome de Ramón              | Margarita Medina Requena        |
| 2018      | Tenías que ser tú                  | Petra Jacqueline "Jaquie" Rosas |
| 2020      | Te doy la vida                     | Victoria "Vicky" Tamashiro      |
| 2020      | Enemigo íntimo                     | Lidia Gutiérrez de Soto         |
| 2020-2021 | Quererlo todo                      | Berenice Cabrera Telléz "Bere"  |
| 2021-2022 | Esta historia me suena             | Margarita Pérez                 |
| 2021-2022 | S.O.S me estoy enamorando          | Verónica                        |
| 2022      | Los ricos también lloran           | Dra. Altamira                   |
| 2023      | Vencer la culpa                    | Susana Ortega                   |
| 2024      | Fugitivas, en busca de la libertad | Frida Segovia                   |

### Series de televisión
| Año  | Telenovela           | Personaje           |
| ---- | -------------------- | ------------------- |
| 2010 | Lo que tu ganas      | N/A                 |
| 2011 | Como dice el dicho   | Julia/Alejandra/luz |
| 2011 | La rosa de Guadalupe | Invitada            |
| 2022 | Un día para vivir    | Emma                |
| 2025 | La jefa              | Ernestina Guzmán    |

### Doblaje

#### Series de televisión
| Año  | Serie                          | Doblaje         | Actriz original |
| ---- | ------------------------------ | --------------- | --------------- |
| 2010 | Parenthood                     | Amber Holt      | Mae Whitman     |
| 2011 | Teen Wolf                      | Lydia Martin    | Holland Roden   |
| 2012 | Hollywood Heights              | Melissa Sanders | Ashley Holliday |
| 2015 | Moisés y los Diez Mandamientos | Maya            | Barbara França  |

#### Reality shows
| Año  | Serie            | Papel      | Lugar               |
| ---- | ---------------- | ---------- | ------------------- |
| 2014 | Survivor         | Ella misma | N/A                 |
| 2018 | Reto 4 elementos | Ella misma | Abandonó por lesión |

## Premios y nominaciones

### Premios TvyNovelas
| Año  | Categoría            | Telenovela     | Resultado |
| ---- | -------------------- | -------------- | --------- |
| 2017 | Mejor actriz juvenil | Tres veces Ana | Nominada  |